# Quesnel Highland
Das Quesnel Highland ist ein geografisches Gebiet im zentralen Landesinneren (Central Interior) der kanadischen Provinz British Columbia. Nach der Definition des Geographen S. Holland der Regierung von British Columbia in Landforms of British Columbia, einer oft als maßgebend zitierten Darstellung und Analyse der Geographie von British Columbia, ist das Hochland ein Komplex von Hochlandgebirgen und -plateaus, die sich als Puffer zwischen dem Cariboo-Plateau und den Cariboo Mountains bilden und als eine Art Hochlandausläufer entlang des östlichen Randes des Interior-Plateaus definiert sind, der sich von einem bestimmten Punkt südöstlich der Stadt Prince George bis zum Mahood-Lake-Gebiet an der südöstlichen Ecke des Cariboo erstreckt. Jenseits des Mahood Lakes liegt ein weiteres, gesondert klassifiziertes Gebiet, das von Holland als Shuswap Highland bezeichnet wird. Es erstreckt sich über ein ähnliches Terrain in den Einzugsgebieten des North Thompson und des Shuswap Lake-Adams Rivers und bildet einen ähnlichen Puffer zwischen dem Thompson-Plateau und den Monashee Mountains im Hochland. Ein drittes Gebiet, das Okanagan Highland, erstreckt sich vom südlichen Ende des Shuswap Highlands in der Gegend von Vernon und Enderby in der nördlichen Okanagan-Region bis in den Bundesstaat Washington und grenzt ebenfalls an die Monashee Mountains.
Die Grenze des Quesnel Highlands wird von Holland nicht genau definiert, und in einigen Interpretationen kann es als Teil des Interior-Plateaus, wie Holland es definiert, oder als Untergruppe der Cariboo Mountains angesehen werden. Auch diese Berge werden in einigen Auffassungen als Teil des Interior-Plateaus und nicht wie üblich als nördlichste Untergruppe der Columbia Mountains eingestuft. Im Allgemeinen besteht es aus den unteren, westlichen Tälern des Horsefly Lakes, des Quesnel Lakes und der Bowron Lakes, den meisten Goldgräberstädten der Cariboo Mountains und ähnlichem Gelände in nordwestlicher Richtung bis etwa zu der Stelle, an der der Willow River das nördliche Ende der Cariboo Mountains umrundet und in den Fraser River mündet.
Im Südosten liegen Teile des Wells Gray Provincial Park, dem viertgrößten der Provincial Parks in British Columbia, im Quesnel Highland.

## Berge
Die höchsten Berggipfel dieses Gebietes sind:
- Mount Wotzke – 2597 m
- Mount Perseus – 2553 m
- Caput Mountain – 2534 m